# Mapun
Mapun (Bayan ng Mapun) är en kommun i Filippinerna. Kommunen ligger på ön Suluöarna, och tillhör provinsen Tawi-Tawi. Folkmängden uppgår till 22 011 invånare.
Mapun är indelat i 15 barangayer.